# Жиндеева, Елена Александровна
Елена Александровна Жиндеева (1 октября 1970) ― советский и российский учёный в области литературоведения, доктор филологических наук, профессор, заведующая кафедрой литературы и методики обучения литературе ГОУ ВПО «Мордовский государственный педагогический институт имени М.Е. Евсевьева», заместитель декана филологического факультета Мордовского государственного педагогического института.

## Биография
Елена Александровна Жиндеева родилась 1 октября 1970 года в Саранске, в Мордовии. Завершила обучение и получила диплом о высшем педагогическом образовании Мордовского государственного педагогического института, по специальности учитель русского языка и литературы.
За время работы в ФГБОУ "Мордовский государственный педагогический институт имени М. Е. Евсевьева" работала на различных должностях. Выполняла обязанности заместителя декана филологического факультета, была секретарём диссертационного совета по присуждению учёной степени кандидата филологических наук. С 2008 по 2009 годы была учёным секретарём диссертационного совета по присуждению учёной степени доктора филологических наук. Работала в должности заведующей кафедрой литературы и методике обучения литературы.
После стала работать профессором кафедры литературы и методики обучения литературе. Читает лекции по "Истории русской литературы (XX век)", "Современной русской литературы" и другие. Является автором изданного трёхтомника "История русской литературы XX века".
Активный участник научного сообщества. Являлется руководителем научной школы "Современные стратегии анализа художественного произведения в интермедиальности слова и образа". Член редакционной коллегии журнала "Актуальные вопросы современной науки". В 2017 году под её редакцией издан цикл коллективных монографий, посвященный изучению интермедиальности в литературе: "Интермедиальность слова и образа в художественном тексте", а в 2019 году "Интермедиальные связи в истории литературы". Участник различных проектов, победитель грантовых программ. Является автором более 200 научных работ по истории русской и мордовской литературы (в том числе монографий, учебных пособий, программ курсов, методических рекомендаций).

## Награды
Заслуги отмечены званиями и наградами:
- Почётная грамота правительства Российской Федерации (2012);
- Заслуженный деятель науки и образования РАЕ (2011).

## Монографии и работы
- Жиндеева Е.А. Современная русская литература: учебное пособие. – Саранск, 2017. – 376 С.
- Жиндеева Е.А. Когитологический анализ в обучении русскому языку в национальных школах Казахстана. // Гуманитарные науки и образования, №2, 2018, с.34-41.